# مخطط السمع

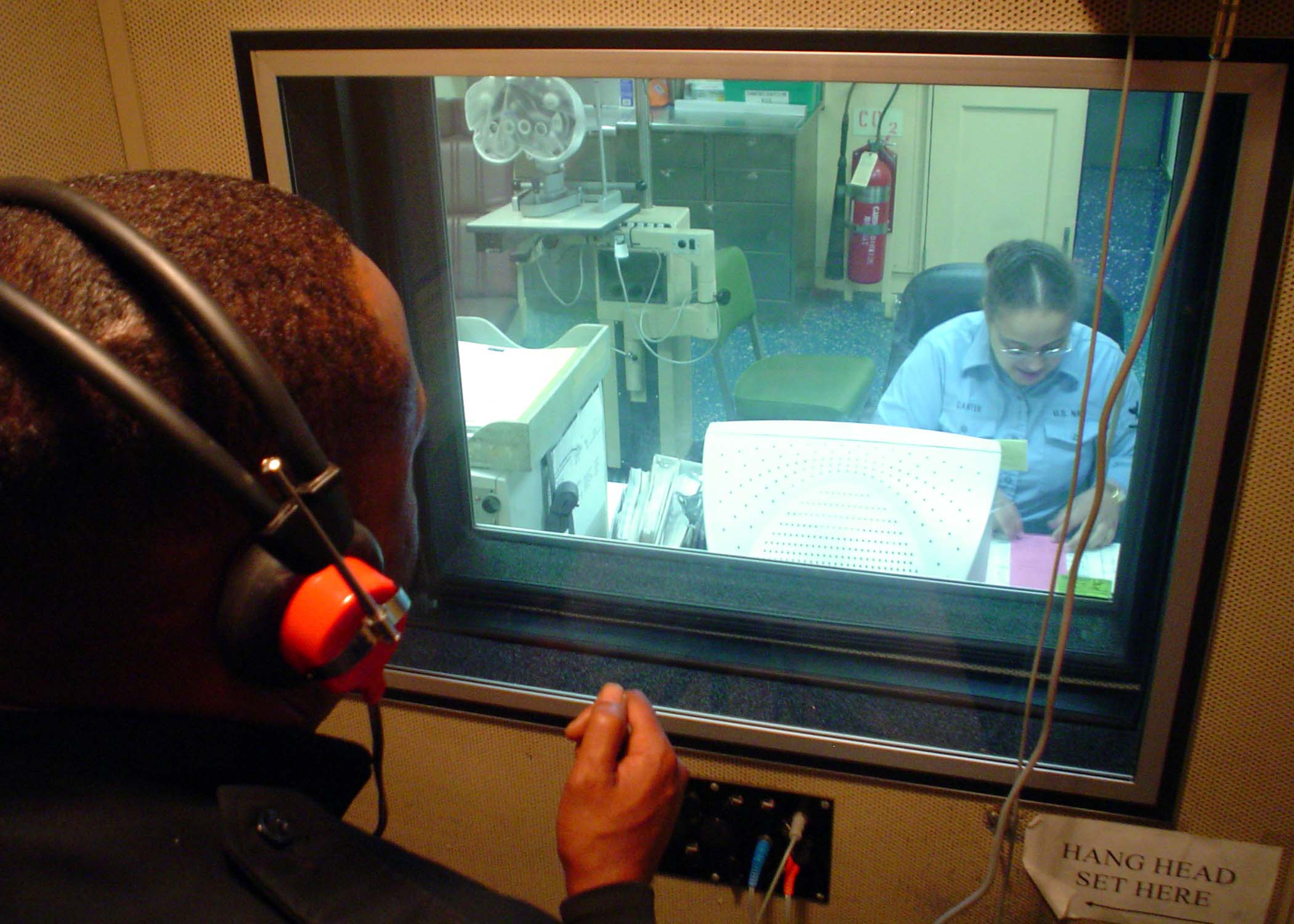

مخطط السمع أو مرسوم السمع هو رسم بياني يوضح العتبة (الدرجة) المسموعة للترددات الموحدة بحس ما يُظهره جهاز قياس السمع. وفيه يُمثل محور الصاد شدة الصوت مُقاسة بالديسيبل ويمثل محور السين التردد مُقاسا بالهرتز. يتم رسم عتبة (درجة) السمع مقارنة بالمنحنى الموحد الذي يُمثل السمع «الطبيعي». وهذا يختلف عن خطوط تساوي الجهارة، وهي مجموعة من المنحنيات التي تمثل جهارة متساوية على مستويات مختلفة، وكذلك يختلف عن عتبة السمع المطلقة المقاسة بوحدة الديسبيل (مستوى ضغط الصوت).
يتراوح السمع الطبيعي بالنسبة للبشر بين 10 و 15 ديسبيل،.
يمكن إيجاد عتبة (درجة) السمع في كل من البشر وغيرهم من الثدييات باستخدام اختبارات السمع السلوكية أو الاختبارات الفيزيولوجية. ويمكن الحصول على رسم السمع باستخدام اختبار السمع السلوكي المسمّى تخطيط السمع. ويشتمل الاختبار بالنسبة للإنسان على نغمات مختلفة يتم إذاعتها بتردد (حدة الصوت) وشدة ( جهارة الصوت) محددتين، وعندما يسمع الشخص صوت النغمة فإنه يقوم برفع يده أو يقوم بالضغط على زر حتى يعرف المختبِر أنه الشخص قد سمعها. ويتم تسجيل أضعف الأصوت التي تمكن الشخص من سماعها. يختلف الاختبار بالنسبة للأطفال، حيث يمكن أن تتمثل استجابتهم عند سماع الصوت بالدوران رئيسيًا أو استخدام لعبة. حيث يتعلم الطفل ما الذي يمكنه فعله عندما يسمع الصوت، على سبيل المثال يتم تعليمه أنه عندما يسمع الصوت فإنه يمكنه وضع رجل اللعبة في القارب. كما يُستخدم كذلك قياس السمع المعزز بالبصر في الأطفال، وفيه عندما يسمع الطفل الصوت، فإنه ينظر في الاتجاه الذي يأتي منه الصوت، ويُعزز ذلك باستخدام لعبة خفيفة أو متحركة. يمكن استخدام تقنية مشابهة عند اختبار بعض الحيوانات، ولكن بدلاً من استغدام الألعاب يمكن استخدام الطعام كمكافأة للاستجابة على الصوت. تتميز الفحوصات الفسيولوجية بأنها لا تحتاج إلى استجابة المريض، فمثلا عند إجراء اختبار جهود سمعية محرضة في جذع الدماغ فإنه يتم قياس استجابات جذع الدماغ عند تشغيل الصوت في أذن الشخص أو توليد انبعاثات أذنية سمعية من قِبل الأذن الداخلية السليمة إما بشكل تلقائي أو من خلال التحفيز الخارجي. يوصي المعهد الوطني للصحة والسلامة المهنية بالولايات المتحدة بأن يخضع الأشخاص الذين يتعرضون لضوضاء خطرة لاختبار السمع مرة كل عام، أو كل ثلاث سنوات أخرى.

## القياس
يقوم جهاز قياس السمع بإنتاج رسم السمع وهذا يتيح إذاعة ترددات مختلفة على أذن الشخص، عادة من خلال سماعات رأس معايرة، وبأي مستوى محدد. ومع ذلك، فإن المستويات ليست مطلقة، ولكنها مقاسة بالتردد مقارنة برسم بياني قياسي معروف باسم منحنى المسوعية الأدنى الذي يُمثل السمع الطبيعي.